# Konstantyn II Grecki
Konstantyn II, właśc., gr. Κωνσταντίνος – Konstantinos (ur. 2 czerwca 1940 w Psichiko, zm. 10 stycznia 2023 w Atenach) – król Hellenów w latach 1964–1973 z dynastii Glücksburgów, bocznej linii Oldenburgów, książę duński. Syn Pawła I i Fryderyki Hanowerskiej. Mistrz olimpijski w żeglarstwie.

## Życiorys
Okres II wojny światowej spędził w Związku Południowej Afryki i powrócił z rodziną do Grecji w 1946. Kształcił się w akademiach wojskowych oraz na Uniwersytecie w Atenach, gdzie studiował prawo. Po objęciu przez ojca korony w 1947 nosił tytuł następcy tronu. W 1964 stan zdrowia ojca Konstantyna II, króla Pawła I uległ gwałtownemu pogorszeniu. U ojca przyszłego króla wykryto raka żołądka. Z tego powodu Konstantyn został mianowany regentem swojego chorego ojca, czekając na jego powrót do zdrowia. 6 marca 1964 w związku ze śmiercią swojego ojca został kolejnym królem Grecji (oficjalnie: „królem Hellenów”). Rychło popadł w konflikt o kontrolę nad armią z premierem Jeorjosem Papandreou, którego ustąpienie ze stanowiska w lipcu 1965 stało się początkiem wielkiego kryzysu państwowego. Następcy Papandreou pełnili swoje obowiązki jedynie tymczasowo, ostatecznie w kwietniu 1967 grupa oficerów pod przewodnictwem Jeoriosa Papadopulosa dokonała zamachu stanu i przejęła władzę. W grudniu 1967 król – pozostawiony na tronie – podjął próbę kolejnego zamachu, a po jego niepowodzeniu wyjechał z rodziną do Rzymu. Także na emigracji junta wojskowa pozostawiła króla Konstantyna II oficjalnie na tronie, mianując w Grecji kolejnych regentów (m.in. samego Papadopulosa). W 1973 ostatecznie monarchia została zniesiona, co potwierdziły referenda, w tym to przeprowadzone w 1974 już po odsunięciu rządzących oficerów. W opinii wielu Greków młody król był odpowiedzialny za wieloletni zamęt polityczny w Grecji.
Konstantyn II, pozostając na emigracji, do 2009 mieszkał w Londynie. Był zaprzyjaźniony z królem brytyjskim, Karolem III. Był ojcem chrzestnym jego syna, księcia Wilhelma. W 1980 założył w Londynie Kolegium Greckie. W 2013 wrócił z żoną po 46 latach emigracji do Grecji. Zamieszkał w Porto Heli. To samo uczynił jego młodszy syn Mikołaj z żoną Tatianą.
Małżeństwo
Od 18 września 1964 do śmierci jego żoną była Anna Maria, córka króla Danii Fryderyka IX i siostra królowej Małgorzaty II. Para królewska miała pięcioro dzieci:
- Aleksę (ur. 10 lipca 1965), żonę Carlosa Morales Quintana
- Pawła (Pavlosa) (ur. 20 maja 1967), następcę tronu, męża Marie-Chantal Miller
- Mikołaja (ur. 1 października 1969), męża Tatiany Blatnik
- Teodorę (ur. 9 czerwca 1983)
- Filipa (Philippos) (ur. 26 kwietnia 1986)

Sport
W młodości (przed wstąpieniem na tron grecki) Konstantyn II z sukcesami uprawiał żeglarstwo. W 1960 na Igrzyskach Olimpijskich w Rzymie sięgnął po złoty medal w żeglarskiej klasie Dragon. Aktywnie uczestniczył w międzynarodowym ruchu olimpijskim – od 1974 był członkiem Międzynarodowego Komitetu Olimpijskiego. Pełnił także funkcje honorowego prezesa Narodowego Komitetu Olimpijskiego Grecji, honorowego prezydenta Międzynarodowej Akademii Olimpijskiej, honorowego prezydenta Królewskiego Greckiego Stowarzyszenia Żeglarskiego oraz Międzynarodowej Federacji Żeglarskiej ISAF, patronował klubom żeglarskim w Pwllheli i w Gstaad oraz Międzynarodowej Unii Pięcioboju Nowoczesnego.

## Tytulatura
2 czerwca 1940-01 kwietnia 1947: Jego Królewska Wysokość Książę Konstantyn Grecji i Danii
1 kwietnia 1947-06 marca 1964: Jego Królewska Wysokość Książę Koronny Grecji i Książę Danii
6 marca 1964-01 czerwca 1973: Jego Królewska Mość Król Hellenów
1 czerwca 1973 - 10 stycznia 2023: Jego Królewska Mość Król Konstantyn II

## Odznaczenia
Odznaczony m.in. duńskimi: Orderem Słonia (1962), Wielką Komandorią Orderu Danebroga (1964), Medalem Pamiątkowym 25-lecia Panowania Królowej Małgorzaty II (1997), Medalem Pamiątkowym Srebrnych Godów Królowej Małgorzaty i Księcia Henryka (1992), Medalem Wspomnieniowym 100-lecia od Narodzin Króla Fryderyka IX (1999) oraz Medalem Pamiątkowym 50-lecia od Przybycia Królowej Ingrid do Danii (1985).

## Genealogia
| Konstantyn I Glücksburg ur. 2 VIII 1868 zm. 11 I 1923 | Konstantyn I Glücksburg ur. 2 VIII 1868 zm. 11 I 1923 |                                                   |                                                   | Zofia Hohenzollern1) ur. 14 VI 1870 zm. 13 I 1932 | Zofia Hohenzollern1) ur. 14 VI 1870 zm. 13 I 1932 |  |  | Ernest August III Hanowerski ur. 17 XI 1887 zm. 30 I 1953 | Ernest August III Hanowerski ur. 17 XI 1887 zm. 30 I 1953 |                                                   |                                                   | Wiktoria Ludwika Hohenzollern2) ur. 13 IX 1892 zm. 11 XII 1980 | Wiktoria Ludwika Hohenzollern2) ur. 13 IX 1892 zm. 11 XII 1980 |
|                                                       |                                                       |                                                   |                                                   |                                                   |                                                   |  |  |                                                           |                                                           |                                                   |                                                   |                                                                |                                                                |
|                                                       |                                                       |                                                   |                                                   |                                                   |                                                   |  |  |                                                           |                                                           |                                                   |                                                   |                                                                |                                                                |
|                                                       |                                                       | Paweł I Glücksburg ur. 14 XII 1901 zm. 6 III 1964 | Paweł I Glücksburg ur. 14 XII 1901 zm. 6 III 1964 |                                                   |                                                   |  |  |                                                           |                                                           | Fryderyka Hanowerska ur. 18 IV 1917 zm. 6 II 1981 | Fryderyka Hanowerska ur. 18 IV 1917 zm. 6 II 1981 |                                                                |                                                                |
|                                                       |                                                       |                                                   |                                                   |                                                   |                                                   |  |  |                                                           |                                                           |                                                   |                                                   |                                                                |                                                                |
|                                                       |                                                       |                                                   |                                                   |                                                   |                                                   |  |  |                                                           |                                                           |                                                   |                                                   |                                                                |                                                                |
|                                                       |                                                       |                                                   |                                                   |                                                   |                                                   |  |  |                                                           |                                                           |                                                   |                                                   |                                                                |                                                                |

|                                       |                                       | Anna Maria Glücksburg ur. 30 VIII 1946 OO 18 IX 1964 | Anna Maria Glücksburg ur. 30 VIII 1946 OO 18 IX 1964 | Konstantyn II Glücksburg ur. 2 VI 1940 zm. 10 I 2023 | Konstantyn II Glücksburg ur. 2 VI 1940 zm. 10 I 2023 |                                  |                                  |                                 |                                 |
|                                       |                                       |                                                      |                                                      |                                                      |                                                      |                                  |                                  |                                 |                                 |
|                                       |                                       |                                                      |                                                      |                                                      |                                                      |                                  |                                  |                                 |                                 |
|                                       |                                       |                                                      |                                                      |                                                      |                                                      |                                  |                                  |                                 |                                 |
| Aleksandra Glücksburg ur. 10 VII 1965 | Aleksandra Glücksburg ur. 10 VII 1965 | Paweł Glücksburg ur. 20 V 1967                       | Paweł Glücksburg ur. 20 V 1967                       | Mikołaj Glücksburg ur. 1 X 1969                      | Mikołaj Glücksburg ur. 1 X 1969                      | Teodora Glücksburg ur. 9 VI 1983 | Teodora Glücksburg ur. 9 VI 1983 | Filip Glücksburg ur. 26 IV 1986 | Filip Glücksburg ur. 26 IV 1986 |

| 1. Córka Fryderyka III Hohenzollerna 2. Córka Wilhelma II Hohenzollerna |